# Petal Search
Petal Search – wyszukiwarka internetowa rozwijana przez Huawei od drugiej połowy 2020 roku. Nazwa Petal w języku angielskim oznacza płatek i nawiązuje do płatków kwiatu w logo Huawei. Serwis był notowany w rankingu Alexa na miejscu 40362.

## Historia
W 2019 roku Huawei został objęty sankcjami gospodarczymi przez Stany Zjednoczone. Nowym i przyszłym urządzeniom z systemem operacyjnym Android odmówiono dostępu do usług Google. Ze względu na te ograniczenia Huawei postanowił rozszerzyć zakres usługi Petal Search, aby stworzyć niezależną wyszukiwarkę.